# Traité de défense mutuelle entre les États-Unis et la république des Philippines
Le Traité de défense mutuelle entre les États-Unis et la république des Philippines est un traité signé entre les États-Unis et les Philippines le 30 août 1951 à Washington en pleine guerre de Corée. Le traité prévoit que chacun des deux États vienne en aide à l'autre État signataire en cas d'attaque armée.

## Contexte historique

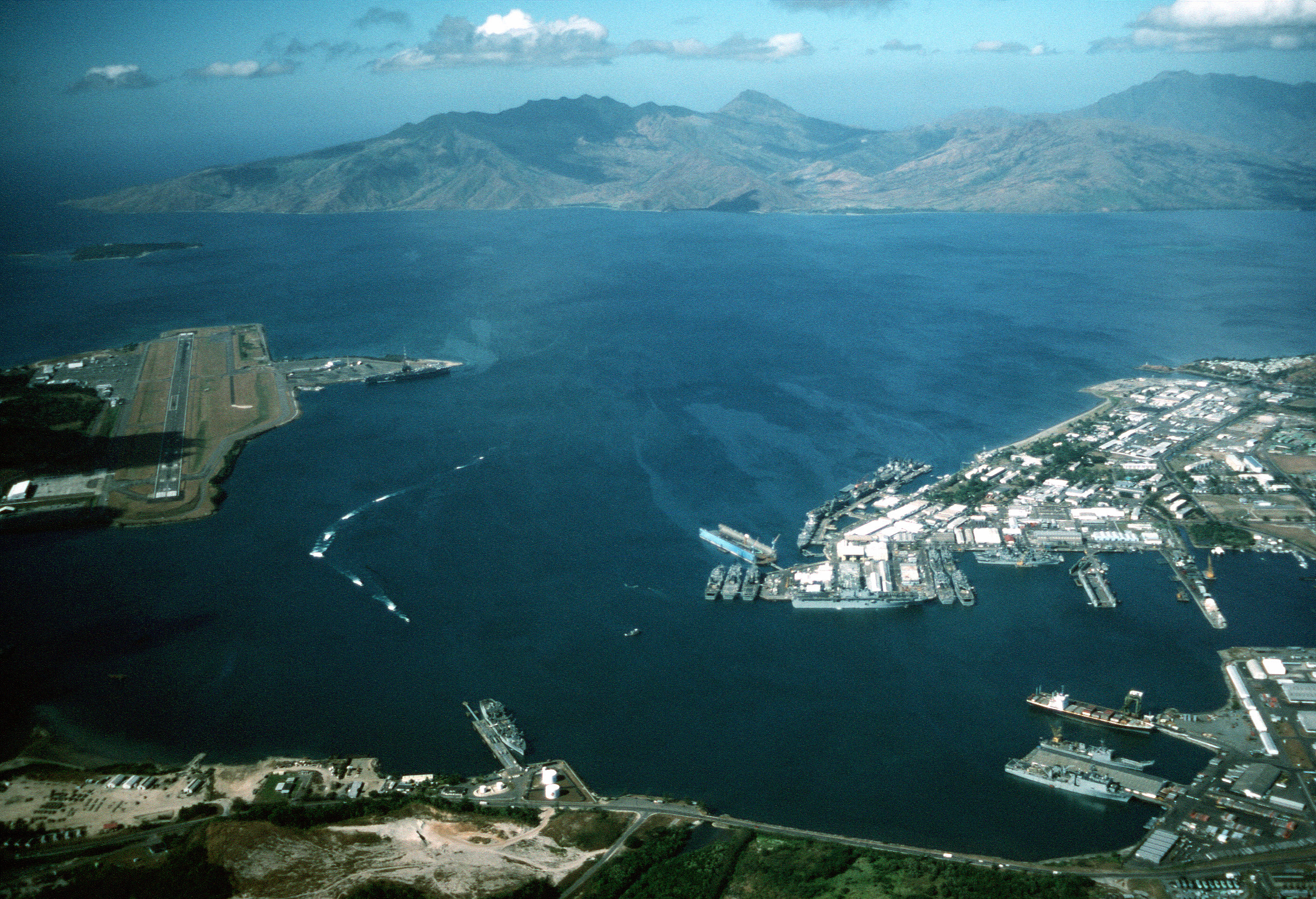
Base navale américaine à Subic Bay

Les Philippines sont devenues une colonie des États-Unis à l'issue de la guerre hispano-américaine de 1898 et de l'insurrection des Philippines qui suivit. En 1935, les États-Unis actent que les Philippines acquerront leur indépendance à l'issue d'un processus prévu pour durer dix ans. L'occupation japonaise des Philippines durant la Seconde Guerre mondiale retarde l'indépendance qui est finalement proclamée le 4 juillet 1946.
Après l'indépendance, d'importants contingents de troupes américaines demeurent dans le pays. Le 14 mars 1947, les deux pays signent un accord qui octroie aux Américains l'usage de bases militaires aux Philippines (en anglais : Military Bases Agreement, en abrégé MBA). Un second accord, signé le 21 mars 1947, définit les termes de l'assistance militaire américaine aux Philippines (en anglais : Military Assistance Agreement, en abrégé MAA). L'alliance entre les deux pays est scellée par le traité de défense mutuelle signé le 30 août 1951 par les représentants des États-Unis, notamment Dean Acheson et John Foster Dulles, et des Philippines, parmi lesquels Carlos Peña Rómulo et Diosdado Macapagal.
Ce traité bilatéral, et deux autres similaires signés par les États-Unis avec la Corée du Sud et le Japon, sont pour les États-Unis une étape sur la constitution d'une alliance régionale dans la zone Asie-Pacifique sur le modèle de l'OTAN. Cet objectif se concrétise par la signature du pacte de Manille le 8 septembre 1954 par huit pays dont les États-Unis et les Philippines, qui donne naissance à l'Organisation du traité de l'Asie du Sud-Est (OTASE),.

## Texte du traité
Le traité comporte un préambule et huit articles.
Le préambule fait référence aux principes de la Charte des Nations unies et aux relations historiques entre les deux peuples. Il poursuit en affirmant la résolution commune des deux Parties « de se défendre contre toute attaque armée venant de l'extérieur, afin qu'aucun agresseur éventuel ne puisse entretenir l'illusion que l'une ou l'autre Partie est livrée à ses seuls moyens dans la région du Pacifique » et se conclut en resituant le présent traité dans la perspective de la conclusion « système plus vaste de sécurité régionale dans le Pacifique ».
Par l'article premier, les deux Parties « s'engagent, ainsi que le prévoit la Charte des Nations Unies, à régler par des moyens pacifiques les différends internationaux dans lesquels elles pourraient être impliquées ».
Les Parties s'engagent à l'article II à accroître leurs capacités de défense.
L'article III prévoit que les Parties se concertent chaque fois que « l'intégrité territoriale, l'indépendance politique ou la sécurité de l'une ou l'autre se trouvera menacée par une agression armée extérieure ».
L'article IV stipule que « chaque Partie reconnait que toute attaque armée dans la region du Pacifique dirigée contre l'une des Parties compromettrait la paix et la sécurité de son propre territoire et déclare qu'elle prendra les mesures nécessaires pour
parer au danger commun, conformément à ses procedures constitutionnelles ».
L'article V précise qu'« aux fins de l'article IV, sera considérée comme une attaque armée contre l'une des Parties toute attaque armée dirigée contre le territoire métropolitain
de l'une des Parties ou les possessions insulaires dans le Pacifique placées sous sa juridiction ou contre ses forces armées, ses navires ou aéronefs publics dans le Pacifique ».
L'article VI stipule que « le présent Traité ne touche en rien et ne sera pas interprété comme touchant, de quelque manière que ce soit, aux droits et obligations des Parties découlant de la Charte des Nations Unies ou à la responsabilité qui incombe à l'Organisation des Nations Unies de maintenir la paix et la sécurité internationales ».
L'article VII définit la procédure de ratification, et l'article VIII stipule que chacune des Parties peut mettre fin au traité moyennant un préavis d'un an.

## Mise en œuvre du traité
Le traité de 1951 est toujours en vigueur au début du XXIe siècle. L'alignement des deux États en matière de défense varie cependant avec les hauts et les bas de leur relation politique et le ressenti de l'opinion publique philippine à l'égard de la présence militaire américaine.

### Durant la guerre froide
| 1951- 1960 | 1961- 1970 | 1971- 1980 | 1981- 1985 | 1986- 1990 | 1991- 1995 | 1996- 2000 |
| ---------- | ---------- | ---------- | ---------- | ---------- | ---------- | ---------- |
| 14 328     | 20 614     | 15 144     | 14 853     | 15 547     | 2 020      | 73         |

Les bases américaines aux Philippines sont le principal point d'appui des forces américaines en Asie du Sud-est. Leur importance croît encore à partir de 1975 lorsque les États-Unis ne disposent plus de bases au Viêt Nam dont les dirigeants permettent l'accès aux forces aéronavales soviétiques.
L'empreinte de l'OTASE dans le Sud-Est asiatique est très limitée, puisque seules les Philippines et la Thaïlande y sont situés. De plus, contrairement à l'OTAN, l'OTASE ne dispose ni de commandements intégrés ni de forces mises à sa disposition par ses États membres. Handicapée par ses défauts structurels et par les intérêts divergents de ses autres membres, elle ne joue finalement pas son rôle de bouclier anticommuniste dans le Sud-Est asiatique. Elle est dissoute en 1977,.
Au fil des années, le gouvernement philippin revoit à la baisse le nombre de bases que les Américains peuvent utiliser ; en 1991, seules deux grandes bases américaines, la base navale de Subic Bay et la base aérienne de Clark sont encore en activité.

### Depuis la guerre froide
Les négociations de 1990-1991 relatives à un traité d'amitié, de coopération et de sécurité entre les deux pays se heurtent au refus du sénat des Philippines de le voter, obligeant les Américains à rendre aux Philippins leur dernière base fin 1992. Le traité de défense mutuelle de 1951 demeure en revanche en vigueur. Dans les années 1990, ni les États-Unis, ni les Philippines n'identifient de menace de sécurité en Asie du Sud-est qui nécessiterait de maintenir en permanence d'importantes forces militaires classiques. L'accent est davantage mis sur la coopération, l'entraînement et des visites périodiques de navires de l'U.S. Navy.
Toutefois, l'émergence de la Chine comme une grande puissance régionale, conduit les deux pays à réévaluer les modalités de leur alliance militaire. L'accord de 1999 sur les visites de forces américaines aux Philippines (en anglais : Visiting Forces Agreement, en abrégé VFA) permet de reprendre des relations militaires régulières et de réaliser d'importants exercices conjoints.
En réponse aux attentats du 11 septembre 2001, les États-Unis entrent en guerre en Afghanistan. Les Philippines les autorisent à utiliser leurs anciennes bases et engagent avec eux des actions conjointes contre le terrorisme islamiste, présent également sur leur territoire. Pays à majorité catholique, les Philippines combattent le groupe Abou Sayyaf et le Front Moro islamique de libération dans les îles du sud avec l'aide forces américaines.
Élu en 2016, le président philippin Rodrigo Duterte mène une politique de rapprochement avec la Chine et affiche publiquement sa volonté de s'éloigner des États-Unis. Malgré tout, en mars 2019, le secrétaire d'État américain, Mike Pompeo, en visite à Manille déclare que « les États-Unis défendront les Philippines contre toute attaque armée en mer de Chine méridionale ». Il précise que « la mer de Chine méridionale appartenant au Pacifique, toute attaque armée contre les forces philippines, ses avions ou ses vaisseaux en mer de Chine méridionale activera les obligations mutuelles de défense définies par l’article 4 de notre traité de défense mutuelle ». C’est la première fois qu’un responsable américain indique publiquement l’intention de Washington de défendre son allié dans cette mer.